# Конная полиция

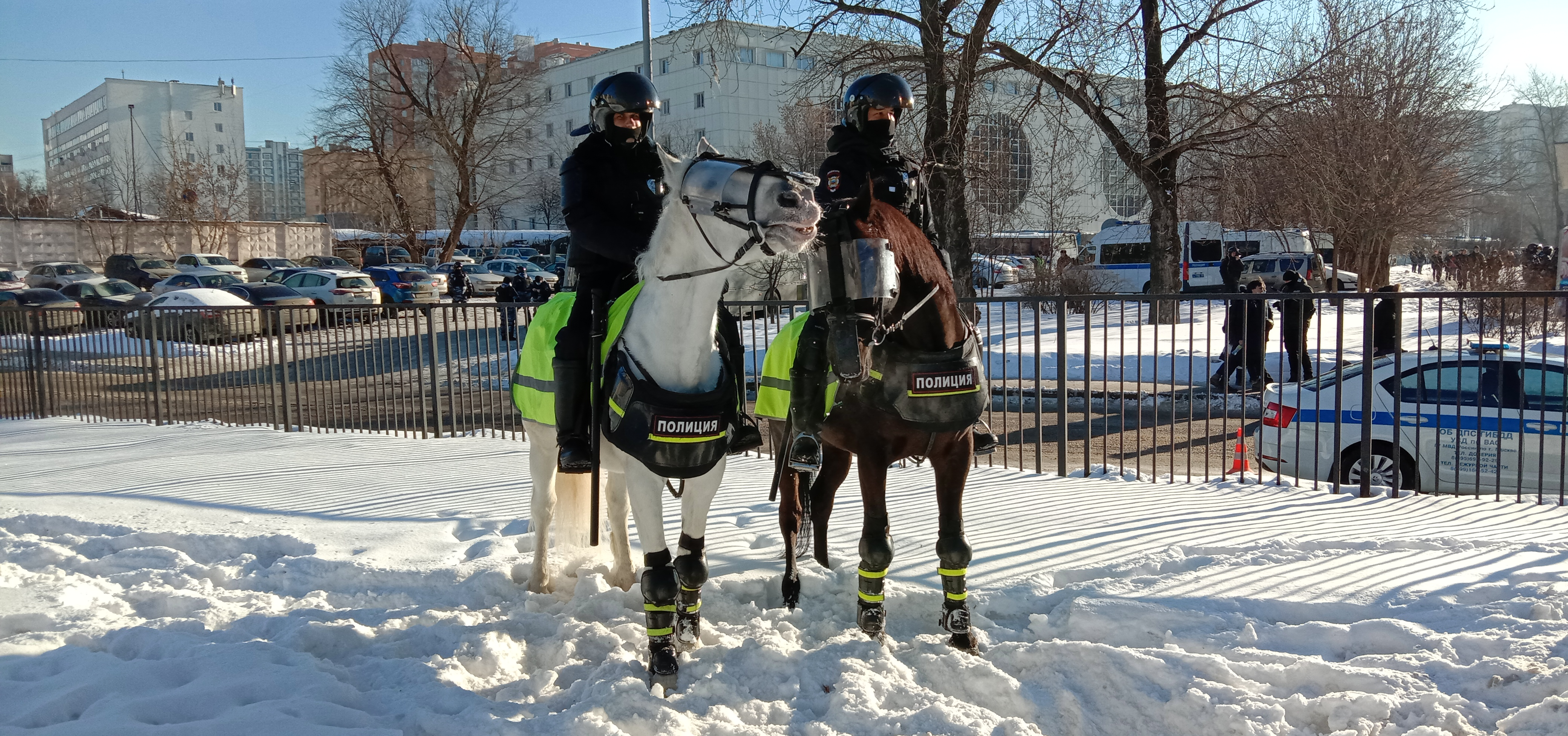
Конная полиция у Московского городского суда, 2021 год

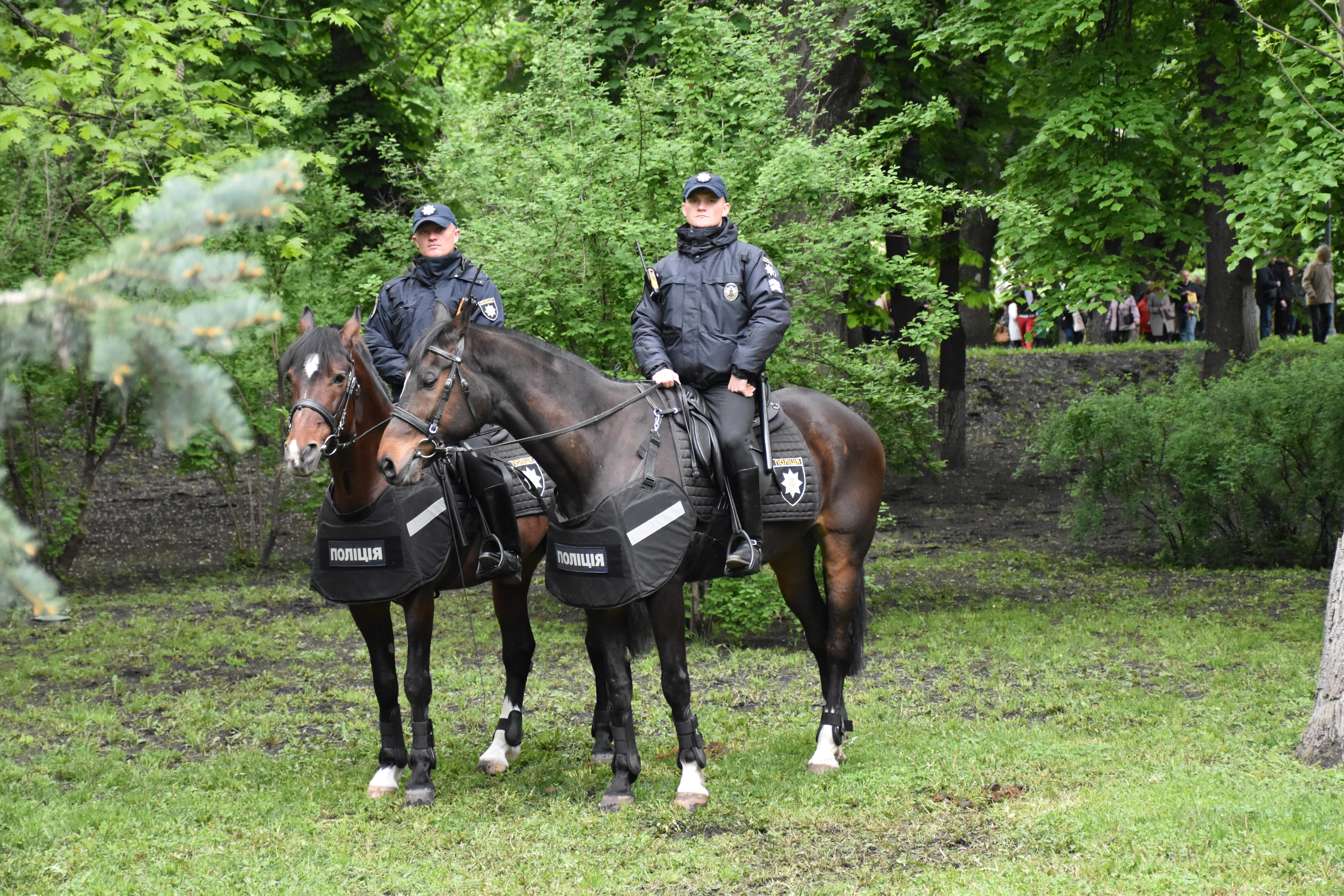
Сотрудники украинской полиции на день Победы в Киеве, 2019 год

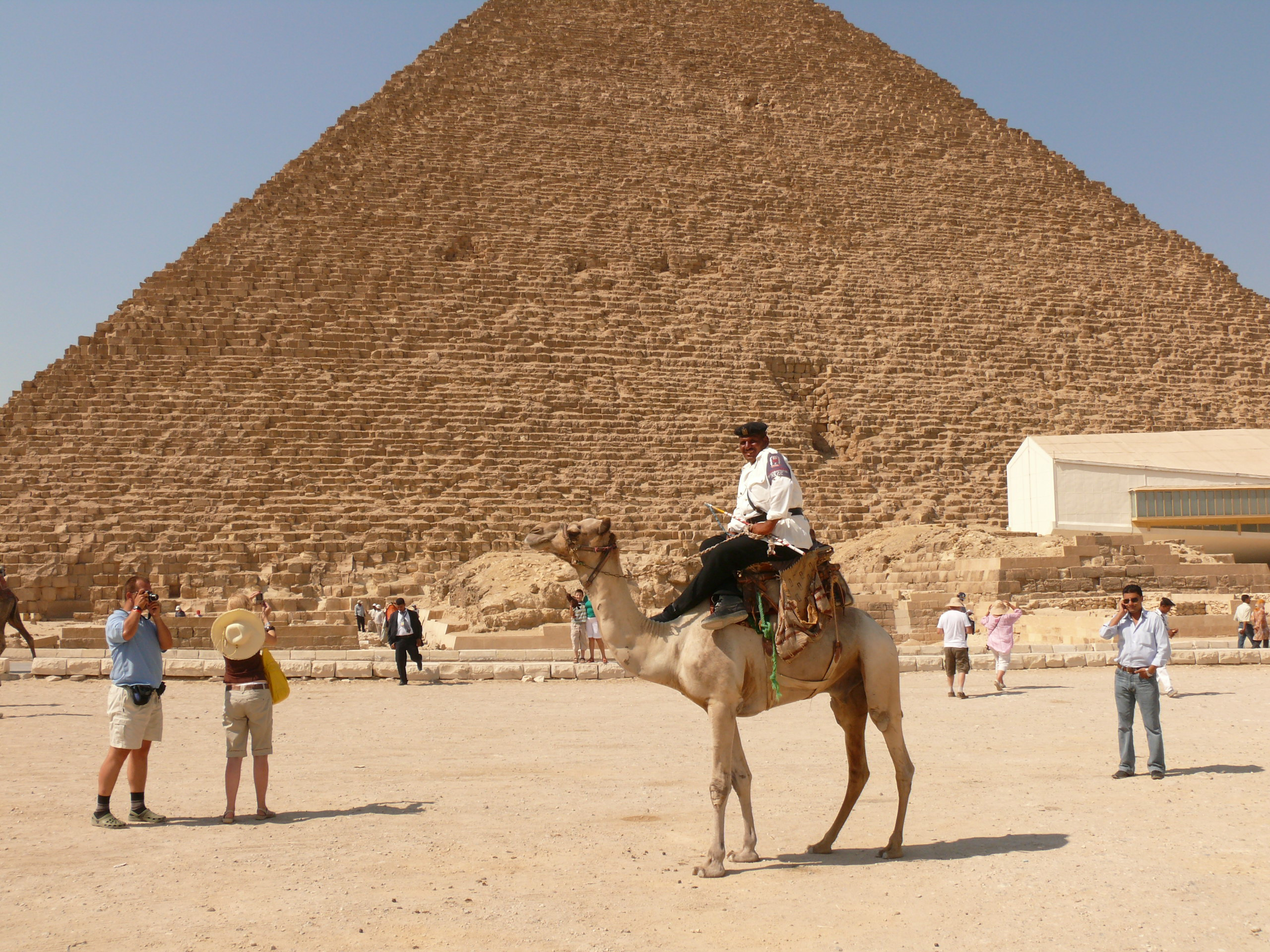
Полицейский верхом на верблюде в Гизе, Египет

Конная полиция (от фр. chevalier) — специализированное подразделение полиции, сотрудники которого выполняют свои обязанности верхом на лошадях. Это подразделение играет важную роль в поддержании общественного порядка, особенно в местах с ограниченным доступом для транспорта, на массовых мероприятиях и при патрулировании сельских районов. Конная полиция широко используется в различных странах мира, сохраняя свою значимость с момента её появления в XIX веке.

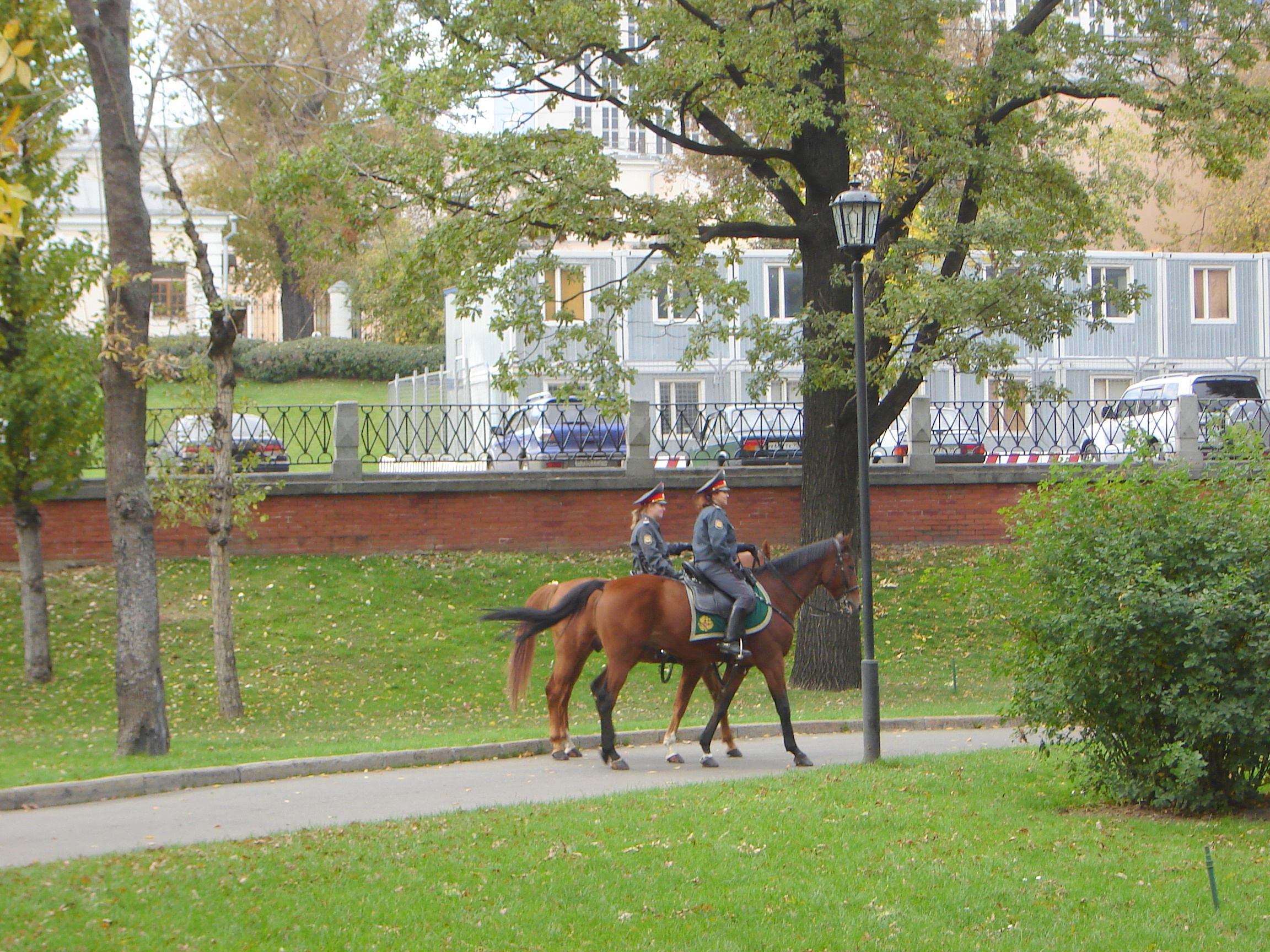
Конная полиция России около Кремля, 2008 год

Используется в разных странах, в том числе и в России (Москва, Санкт-Петербург, Кемерово, Тюмень).

## Описание
Один из типов полицейских подразделений, несущий службу верхом на лошади. Основные задачи и обязанности данного подразделения — патрулирование общественных мест, пресечение возможных правонарушений и преступлений, обеспечение безопасности граждан. В Великобритании конная полиция всё чаще используется для пресечения преступности, так как всадник имеет хороший обзор и может заранее заметить подозрительные движения в толпе. Кроме того, полицейский на лошади заметнее окружающим, что помогает потерпевшим быстрее его найти и отпугивает потенциальных преступников. При необходимости лошадь может изменить направление и разделить небольшие группы людей в случае массовых митингов или демонстраций, пикетов.
Конная полиция может использоваться для выполнения специализированных обязанностей, начиная от патрулирования парков и дикой местности, где полицейские машины не смогли бы проехать и создавали бы лишний шум, а также для противодействия беспорядкам. Например, в Великобритании и России конные полицейские чаще всего используются на футбольных матчах, но их также можно встретить на улицах многих городов, где они используются для создания ощущения видимого присутствия полиции и предупреждения преступности. Некоторые конные полицейские подразделения специально обучаются поиску и спасению людей в труднодоступных регионах.

## История
Конная полиция берет свое начало в различных военных и гражданских подразделениях, использующих лошадей для патрулирования территорий. Первые задокументированные примеры использования конной полиции относятся к началу XIX века. Например, в 1829 году, после создания Метрополитенской полиции Лондона, были сформированы конные подразделения для патрулирования на лошадях в городских и сельских районах. Лондонская конная полиция быстро зарекомендовала себя как эффективное средство для поддержания порядка на улицах. Подобные подразделения появились вскоре и в других европейских странах, таких как Франция, Австрия и Германия.
В США конные подразделения стали активно использоваться начиная с середины XIX века, особенно в сельских и приграничных районах. Техасские рейнджеры и другие подобные группы применяли лошадей для охраны границ, поддержания порядка в малонаселенных местностях и борьбы с преступностью. В период развития индустриализации и роста городов конная полиция стала использоваться и в больших мегаполисах, таких как Нью-Йорк и Чикаго.

## Функции конной полиции
Основные функции конной полиции включают патрулирование, контроль за большими скоплениями людей, поддержание общественного порядка, а также обеспечение безопасности на массовых мероприятиях. Наиболее заметное применение конные подразделения находят при охране общественных мероприятий: демонстраций, протестов, концертов, спортивных состязаний и других событий, где необходимо обеспечить контроль за толпой.
- Контроль за толпой. Лошади обладают физическими и психологическими преимуществами. Их высота и сила позволяют полицейским легко контролировать большие скопления людей, а наличие конной полиции часто вызывает уважение и соблюдение дисциплины со стороны граждан. В отличие от транспортных средств, лошади способны двигаться по сложной местности и маневрировать в узких пространствах, таких как парки или площади.
- Патрулирование. Конная полиция активно патрулирует парки, природные заповедники, а также сельские районы, где использование автомобилей затруднено. Лошади могут проходить по тропам, доступным только для пешеходов, что делает их незаменимыми в некоторых местностях. Например, в национальных парках Канады и США конная полиция помогает поддерживать порядок и проводить поисково-спасательные операции.
- Поддержание порядка на массовых мероприятиях. На спортивных мероприятиях и во время протестов конная полиция используется для предотвращения беспорядков и недопущения конфликтов. Известно, что в 2005 году на массовых протестах в Лондоне конная полиция сыграла ключевую роль в сдерживании толпы и предотвращении беспорядков.

## Страны с конной полицией

#### Великобритания
В Великобритании конная полиция имеет долгую историю и продолжает активно использоваться. Самой известной является конная полиция Лондона, которая насчитывает более 100 коней и действует с момента создания полицейских сил в 1829 году. Конные подразделения также имеются в других городах, таких как Бирмингем, Манчестер и Глазго. Metropolitan Police

#### Россия
В России конная полиция также имеет давнюю историю. Впервые конные подразделения появились в царской России, и их наследие продолжается в современной полиции. Конная полиция активно используется в городах, таких как Москва, Санкт-Петербург, Кемерово и другие. В Москве конная полиция патрулирует центральные парки, включая Царицынский парк и Парк Горького. Кроме того, конная полиция играет важную роль в охране порядка во время праздников, таких как День города и День Победы.
Конные патрули активно участвовали в подготовке и проведении Чемпионата мира по футболу FIFA — 2018 в городе Сочи. Они патрулировали территорию, прилегающую к стадиону «Фишт» в дни проведения матчей, согласно данным с официального сайта МВД России

#### США
В США конная полиция функционирует как в крупных городах, так и в национальных парках. Одним из самых известных подразделений является Нью-Йоркская конная полиция, которая активно патрулирует Центральный парк, Таймс-сквер и другие общественные пространства. Подобные подразделения также существуют в Чикаго, Филадельфии и Лос-Анджелесе. В национальных парках США конные подразделения полиции помогают патрулировать огромные территории, недоступные для машин. NYPD Mounted Unit

#### Канада
В Канаде конная полиция представлена Королевской канадской конной полицией (RCMP), которая является символом страны. Этот элитный полицейский отряд выполняет патрульные функции и участвует в церемониальных мероприятиях. Конные подразделения RCMP охраняют общественный порядок как в крупных городах, так и в отдалённых районах страны. Royal Canadian Mounted Police

#### Франция
Во Франции конная полиция действует в крупных городах, таких как Париж, а также в туристических и национальных парках. Полицейские на лошадях патрулируют такие достопримечательности, как Эйфелева башня и Версаль. Подразделение конной полиции активно используется для патрулирования пляжей на юге Франции, а также во время крупных спортивных мероприятий, таких как Тур де Франс. Police Nationale

## Лошади в конной полиции
Лошади, используемые в конной полиции, тщательно отбираются и проходят специальное обучение. Как правило, для службы в полиции выбирают лошадей выносливых пород, таких как шайрская лошадь, першерон и фризская лошадь. Эти породы отличаются не только физической силой, но и спокойным характером, что особенно важно для работы в стрессовых городских условиях.
Лошади обучаются адекватно реагировать на громкие звуки, большие скопления людей, а также передвигаться по разнообразной местности. Тренировка лошадей и их всадников включает контроль за толпой, патрулирование в различных условиях и взаимодействие с общественностью. Лошади регулярно проходят ветеринарные осмотры и получают сбалансированное питание для поддержания хорошего физического состояния.